# Искусство кхмеров

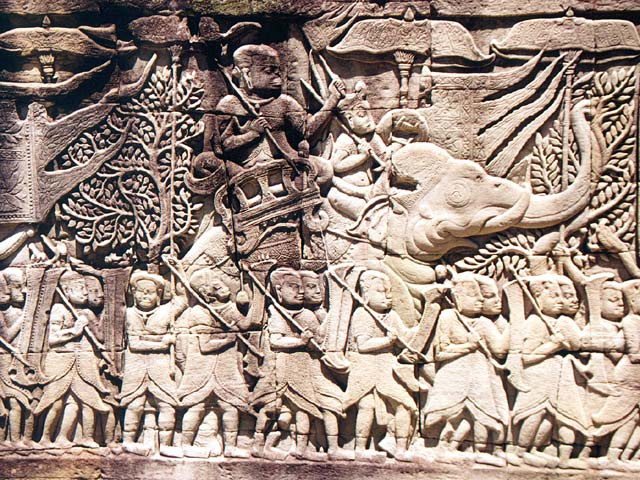
Каменный барельеф (приблизительно 1200 г.) в храме Байон, изображающий сцену битвы между армиями Кхмерской империи и Чампы.

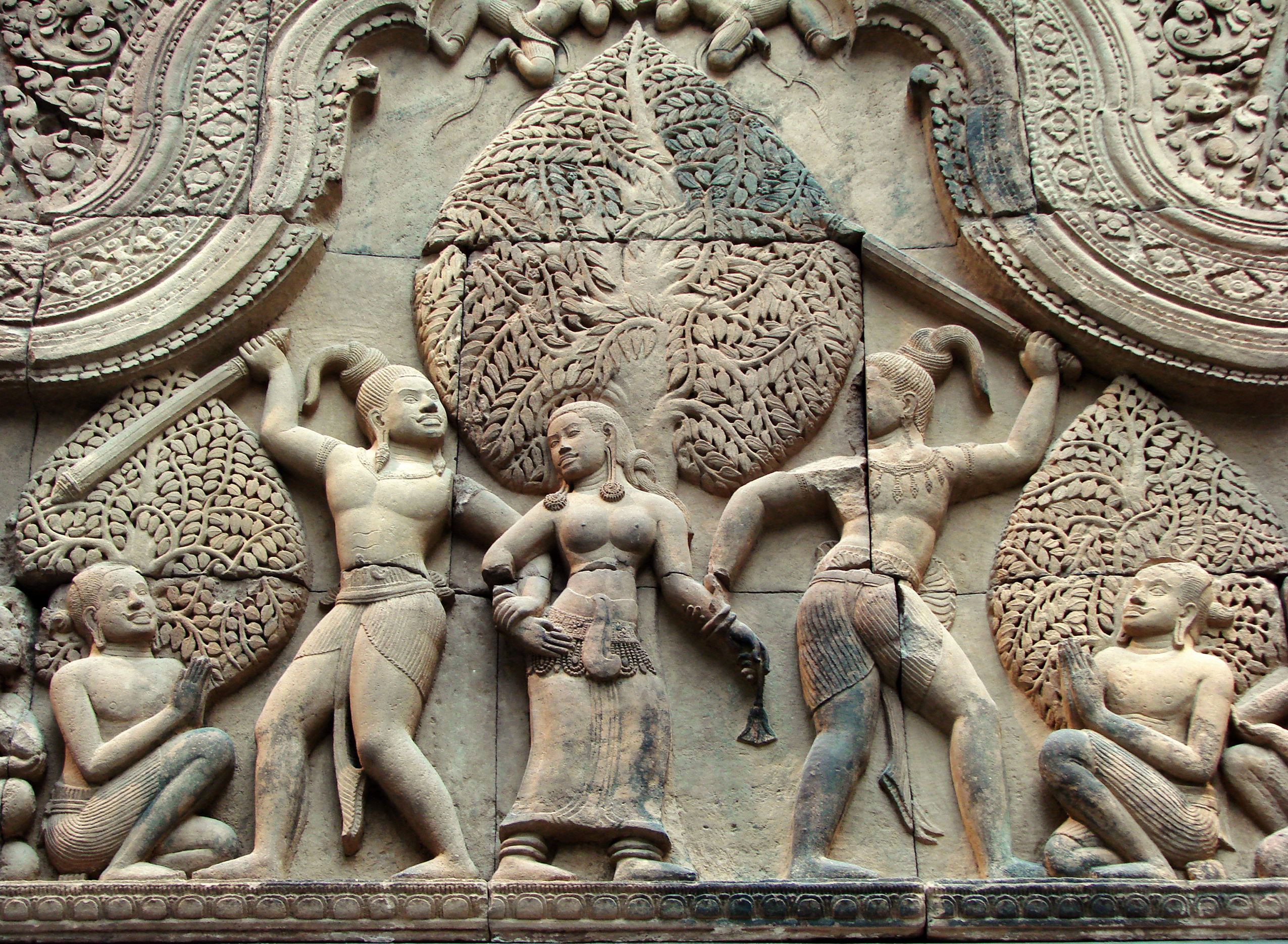
Барельеф из храма Бантеай Срей (967 г н. э.). История Тилоттамы.

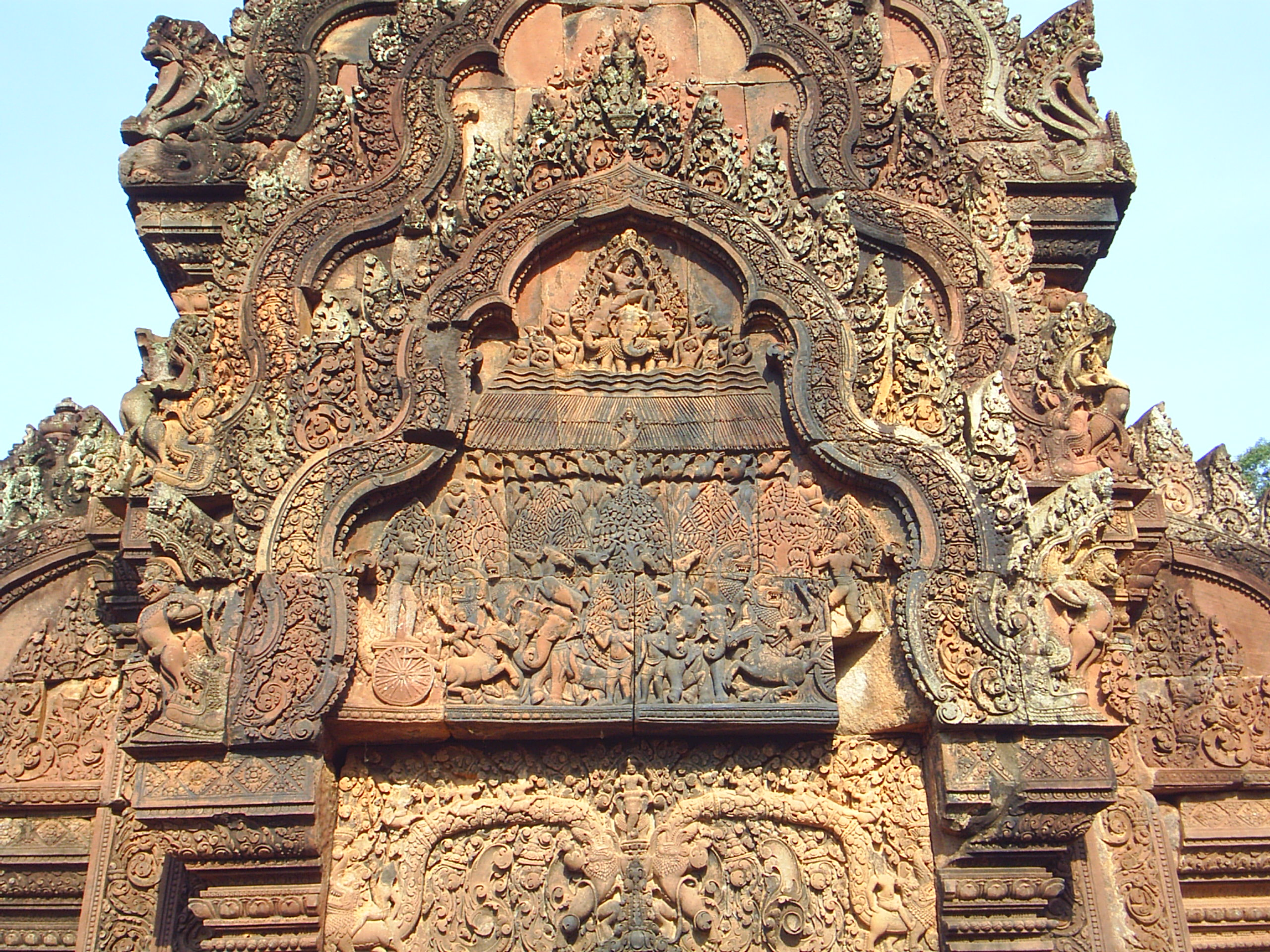
Сожжение леса Кхандава. Барельеф на тимпане. Храм Бантеай Срей.

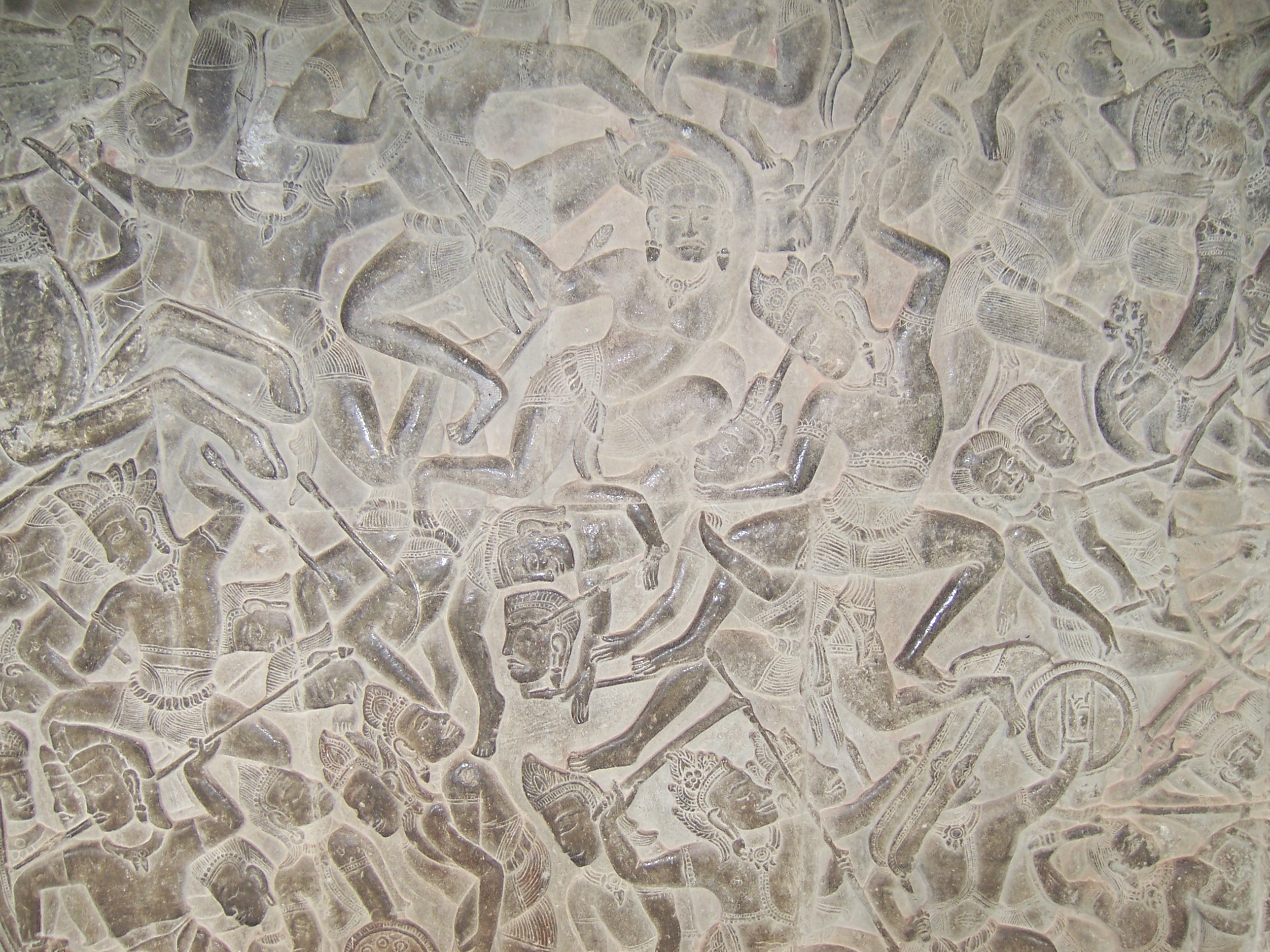
Битва на поле Курукшетра. Барельеф в Ангкор-Вате.

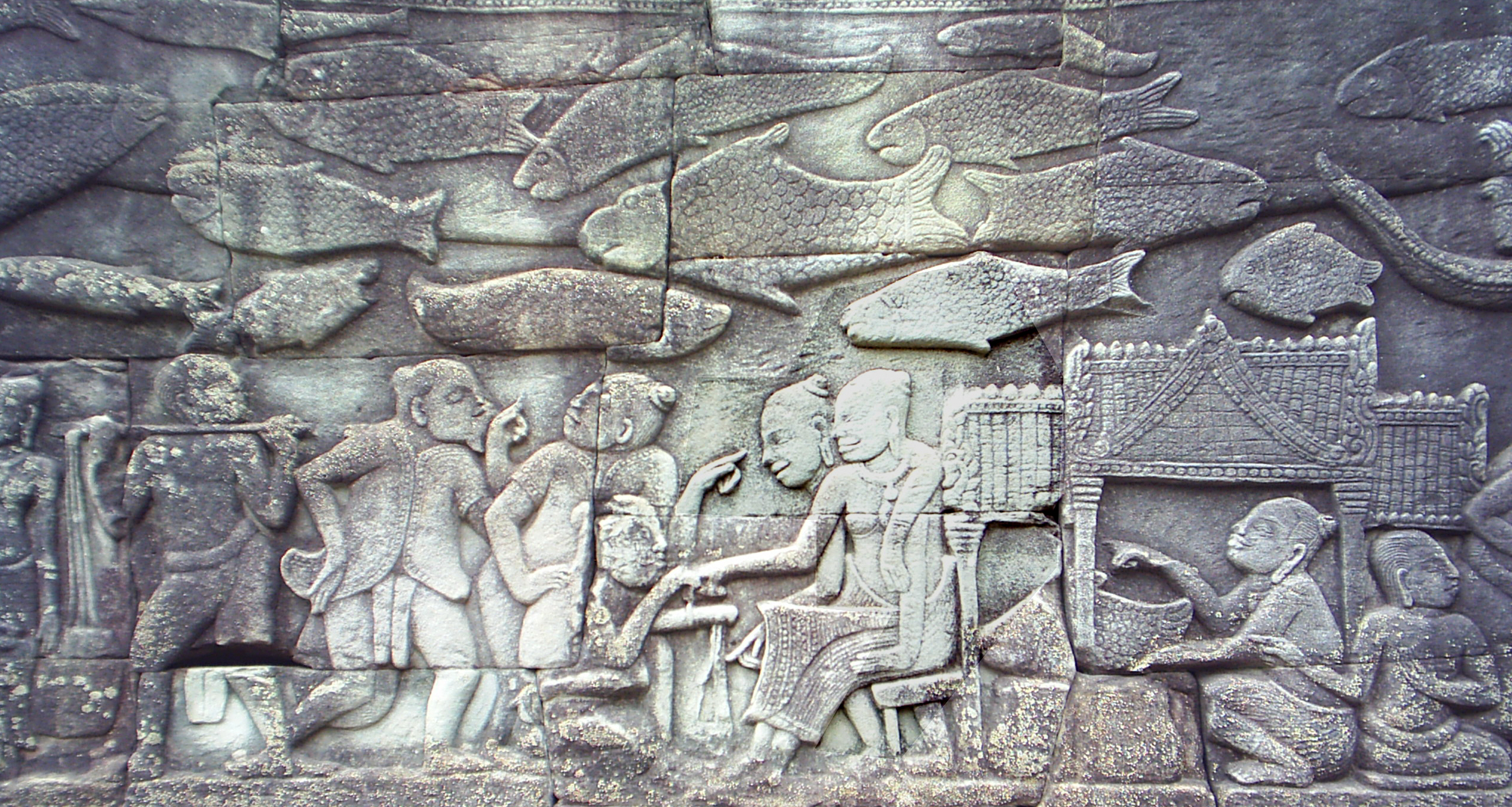
Китайские и кхмерские купцы на ангкорском рынке. Байон. Внешняя галерея.

Первые известные тексты относятся к третьей четверти V века или к началу VI века. Они были найдены в южных районах и свидетельствуют о тех постройках, которые не дошли до наших дней, так например надписи в Неак Та Дамбанг Дек о сооружение идолов.
Первые сохранившиеся изображения и постройки относятся ко времени правления Рудравармана I.

## Стили

### Преангкорский период
- Стиль Пном Да
- Стиль Самбор прей Кук
- Стиль Прей Кхменг
- Стиль Компонг Преах

### Переходный период
- Стиль Кулен

### Ангкорский период
- Стиль Преах Ко
- Стиль Бакхенг
- Стиль Кох Кер
- Стиль Пре Руп
- Стиль Бантей Среа
- Стиль Кхеанг
- Стиль Бапхуон
- Стиль Ангкор-Ват
- Стиль Байон

## Танцы кхмеров
Многие танцы кхмеров носят обрядовый характер. Самым популярным до сих пор считается королевский балет, который обычно преподавался при королевском дворе, и не исчез после свержения королевской власти. Традиции этого балета берут начало в культуре Индии, Таиланда и Явы.
Развитие танцевальной культуры кхмеров подтверждается барельефами Ангкорских храмов. На них изображены музыканты и небесные танцовщицы — апсары.
Кхмерский балет строится на сюжетах древних легенд и сказаний. В наши дни в составе балета могут присутствовать более 30 разных традиционных сюжетов, излагающихся на языке танца. Аккомпанемент к балету составляют оркестр и женский хор, играющий роль либретто. Обычно перед новыми сценами объявляют содержание предстоящего эпизода.
Сам танец строится на безупречно оттренированных плавных телодвижениях и жестов рук. Каждый жест имеет свой смысл. Костюмы и украшения также несут определенную смысловую информацию. Мужчины выступают в масках различных цветов и стилей. Женщины играют без масок, но с ярким гримом.
Длительность обучения танцу обычно занимает около 10 лет.

## Фольклор
В наше время известно не очень много легенд кхмеров, но некоторые из них можно найти в книге «Мифы и легенды народов Восточной и Центральной Азии», например:
- Почему бывают гром и молния
- Откуда пошли кошки
- Почему комары такие маленькие
- Почему тигр полосатый
- Как ворона и цапля поссорились
- Как птицы короля выбирали
- О том, как поссорились дикий буйвол с домашним
- Почему у аиста голова лысая
- История о древокорне и дереве тиел
- Как белая мышь стала королевой мышей
- Легенда о храме Ангкор
- Легенда о горе Сомпаы
- Легенда о статуе Прома в пагоде Нокор Батей
- Легенда об озере Те
- Легенда о горе Банон
- Легенда о городе Удонге